# Radio Network Controller
Radio Network Controller är en nod i ett UMTS-mobiltelefonnät som styr en uppsättning av Node-B. I GSM motsvaras det av BSC.